# Wereldkampioenschappen zwemmen 2023 – 4×100 meter vrije slag vrouwen
De 4×100 meter vrije slag vrouwen op de wereldkampioenschappen zwemmen 2023 in Fukuoka vond plaats op 23 juli 2023. Na afloop van de series kwalificeren de acht snelste ploegen zich voor de finale.

## Records
Voorafgaand aan het toernooi waren dit het wereldrecord en het kampioenschapsrecord
| Wereldrecord         | Australië Bronte Campbell Meg Harris Emma McKeon Cate Campbell        | 3.29,69 | Tokio   | 25 juli 2021 |
| Kampioenschapsrecord | Australië Bronte Campbell Brianna Throssell Emma McKeon Cate Campbell | 3.30,21 | Gwangju | 21 juli 2019 |

## Uitslagen

### Series
| Rang | Serie | Baan   | Land                | Namen | Tijd    | Bijz. |
| ---- | ----- | ------ | ------------------- | --- | ------- | ----- |
| 1    | 2     | 4      | Australië           | Shayna Jack (52,28) Brianna Throssell (53,95) Meg Harris (52,55) Madison Wilson (52,74)                             | 3.31,52 | Q     |
| 2    | 2     | 5      | Verenigde Staten    | Torri Huske (53,55) Olivia Smoliga (52,91) Maxine Parker (54,34) Abbey Weitzeil (52,54)                             | 3.33,34 | Q     |
| 3    | 2     | 6      | Nederland           | Kim Busch (54,66) Milou van Wijk (54,84) Sam van Nunen (53,87) Marrit Steenbergen (52,13)                           | 3.35,50 | Q     |
| 4    | 2     | 3      | Verenigd Koninkrijk | Anna Hopkin (54,10) Lucy Hope (53,79) Abbie Wood (54,64) Freya Anderson (53,45)                                     | 3:35.98 | Q     |
| 5    | 1     | 5      | China               | Yang Junxuan (54,20) Ai Yanhan (54,09) Zhu Menghui (54,56) Wu Qingfeng (53,41)                                      | 3.36,26 | Q     |
| 6    | 1     | 3      | Zweden              | Sarah Sjöström (52,89) Michelle Coleman (53,20) Sara Junevik (54,96) Sofia Åstedt (55,24)                           | 3.36,29 | Q     |
| 7    | 1     | 4      | Canada              | Maggie Mac Neil (53,77) Mary-Sophie Harvey (53,99) Katerine Savard (54,47) Taylor Ruck (54,16)                      | 3.36,39 | Q     |
| 8    | 2     | 8      | Japan               | Rikako Ikee (54,51) Nagisa Ikemoto (53,96) Yume Jinno (55,02) Rio Shirai (54,22)                                    | 3.37,71 | Q     |
| 9    | 1     | 6      | Italië              | Chiara Tarantino (54,95) Costanza Cocconcelli (54,14) Emma Menicucci (54,40) Sofia Morini (54,34)                   | 3.37,93 |       |
| 10   | 2     | 7      | Frankrijk           | Béryl Gastaldello (54,50) Lison Nowaczyk (54,36) Mary-Ambre Moluh (55,05) Assia Touati (54,61)                      | 3.38,52 |       |
| 11   | 2     | 2      | Brazilië            | Ana Carolina Vieira (54,46) Stephanie Balduccini (53,92) Celine Souza Bispo (55,20) Giovanna Diamante (55,41)       | 3.38,99 |       |
| 12   | 1     | 9      | Hongkong            | Camille Cheng (56,05) Siobhán Haughey (52,59) Tam Hoi Lam (55.36) Stephanie Au (55,93)                              | 3.39,93 |       |
| 13   | 1     | 2      | Hongarije           | Petra Senánszky (55,10) Dóra Molnár (55,41) Lilla Minna Abraham (54,38) Nikolett Pádár (55,13)                      | 3.40,02 |       |
| 14   | 1     | 0      | Denemarken          | Signe Bro (55,39) Julie Kepp Jensen (54,58) Emilie Beckmann (55,75) Helena Rosendahl Bach (55,49)                   | 3.41,21 |       |
| 15   | 1     | 8      | Ierland             | Mona McSharry (55,98) Danielle Hill (55,51) Erin Riordan (55,50) Victoria Catterson (54,76)                         | 3.41,75 |       |
| 16   | 2     | 1      | Spanje              | Carmen Weiler Sastre (55,58) Ainhoa Campabadal Amezcua (54,98) África Zamorano (55,61) Paula Juste Sánchez (56,36)  | 3.42,53 |       |
| 17   | 1     | 7      | Zuid-Afrika         | Aimee Canny (54,95) Emma Chelius (56,28) Milla Drakopoulos (57,85) Trinity Hearne (56,46)                           | 3.45,54 |       |
| 18   | 2     | 0      | Thailand            | Kamonchanok Kwanmuang (57,70) Saovanee Boonamphai (59,86) Phiangkhwan Pawapotako (1.01,10) Jenjira Srisaard (58,18) | 3.56,84 |       |
|      | 1     | 1      | Singapore           | DNS | DNS     | DNS   |
| 2    | 9     | Mexico |                     | DNS | DNS     | DNS   |

### Finale
| Rang   | Baan | Land                | Namen                                                                                          | Tijd    | Bijz. |
| ------ | ---- | ------------------- | ---------------------------------------------------------------------------------------------- | ------- | ----- |
| Goud   | 4    | Australië           | Mollie O'Callaghan (52,08) Shayna Jack (51,69) Meg Harris (52,29) Emma McKeon (51,90)          | 3.27,96 | WR    |
| Zilver | 5    | Verenigde Staten    | Gretchen Walsh (54,06) Abbey Weitzeil (52,71) Olivia Smoliga (52,88) Kate Douglass (52,28)     | 3.31,93 |       |
| Brons  | 2    | China               | Cheng Yujie (53,39) Yang Junxuan (53,53) Wu Qingfeng (52,64) Zhang Yufei (52,84)               | 3.32,40 |       |
| 4      | 6    | Verenigd Koninkrijk | Anna Hopkin (53,67) Lucy Hope (53,53) Abbie Wood (54,19) Freya Anderson (52,51)                | 3.33,90 |       |
| 5      | 7    | Zweden              | Sarah Sjöström (52,24) Michelle Coleman (53,11) Sara Junevik (54,71) Louise Hansson (54,11)    | 3.34,17 |       |
| 6      | 3    | Nederland           | Kim Busch (55,05) Sam van Nunen (54,13) Milou van Wijk (54,39) Marrit Steenbergen (51,84)      | 3.35,41 |       |
| 7      | 1    | Canada              | Summer McIntosh (54,99) Maggie Mac Neil (53,07) Mary-Sophie Harvey (54,57) Taylor Ruck (53,99) | 3.36,62 |       |
| 8      | 8    | Japan               | Rikako Ikee (55,09) Nagisa Ikemoto (53,62) Yume Jinno (55,26) Rio Shirai (54,64)               | 3.38,61 |       |